# Frigyes württembergi király
I. Frigyes württembergi király és választófejedelem, előbb III. Frigyes württembergi uralkodó herceg (németül: Herzog / Kurfürst / König Friedrich I. von Württemberg, teljes nevén Friedrich Wilhelm Karl; Trzebiatów, 1754. november 6. – Stuttgart, 1816. október 30.) 1797–1803 között Württemberg uralkodó hercege, 1803–1806 között Württemberg választófejedelme, 1806–1816 között Württemberg királya. Hatalmas termete miatt a „Dicker Friedrich” néven is ismert.

## Származása és ifjúkora
Frigyes herceg 1754 novemberében jött világra a későbbi II. Frigyes Jenő württembergi uralkodó herceg és Zsófia Dorottya brandenburg–schwedti hercegnő legidősebb fiaként a tizenkét gyermek közül. Születésekor nagyapja, a rendkívül hosszú ideig uralkodó Károly Jenő württembergi herceg ült a trónon, akinek Frigyes Jenő herceg csak a harmadik fia volt. Ilyenformán Frigyes hercegnek nem sok kilátása volt arra, hogy ő legyen Württemberg uralkodója. A családi szokásoknak megfelelően a porosz hadsereghez csatlakozott, hogy II. Nagy Frigyes király alatt szolgáljon. A porosz királyi udvarba való bekerülés a württembergi uralkodóház házassági politikájának képezte részét, így próbálván kapcsolatot teremteni a rangosabb uralkodócsaládokkal. Ennek eredményeként Frigyes herceg húga, Zsófia Dorottya hercegnő feleségül ment I. Pál orosz cárhoz, megalapozva a jó kapcsolatokat Württemberg állama számára. Ugyancsak Frigyes herceg porosz kapcsolatai és a porosz uralkodóval való barátsága révén sikerült elérni, hogy Erzsébet Vilma hercegnőt eljegyezzék az utolsó német-római császárral, I. Ferenc magyar királlyal és osztrák császárral.
1780. október 11-én Frigyes herceg házasságot kötött Auguszta Karolina braunschweig–wolfenbütteli hercegnővel, II. Károly braunschweig–wolfenbütteli uralkodó herceg leányával. Auguszta Karolina tíz évvel volt fiatalabb férjénél, viszonyukat a kezdetektől fogva súrlódások jellemezték. Auguszta hercegnő négy gyermekkel ajándékozta meg Frigyes herceget, noha a pár már 1781-ben, első gyermekük megszületése után a válást fontolgatta. Auguszta Karolina édesapja nem engedte meg leányának, hogy elhagyja férjét. A megerősödő orosz–porosz együttműködés keretében II. Nagy Katalin orosz cárnő 1783-ban az oroszok által uralt finn területek kormányzójává nevezte ki Frigyes herceget, mely posztot 1787-ig töltötte be. A herceget még kinevezésének évében az orosz–török háborúba vezényelték Herszon mellé; Frigyes személyesen nem vett részt a csatározásokban. 1786-ban Auguszta Karolina hercegnő a házassági életet pokolként festette le a cárnő előtt, és az uralkodónő segítségéért könyörgött. II. Katalin azonnal a védelmébe vette Auguszta Karolinát, és a lehető legrövidebb úton eltávolította Frigyes herceget Oroszországból. Auguszta Karolina a cári család egyik birtokán talált otthonra, ahol 1788. szeptember 27-én elhunyt.
1789 júliusában Frigyes herceg Párizsba utazott abból a célból, hogy információkat szerezzen a francia forradalomról. 1795-ben, noha harmadik fiúgyermek volt, Frigyes Jenő herceg lépett Württemberg trónjára. Frigyes herceg ezáltal trónörökös lett, a hőn áhított politikai szerep könnyebben elérhetővé vált számára. Édesapja segítségével felvette az érintkezést a német eredetű angol királyi családdal, a Hannoveri-házzal. Az angolokkal való kapcsolat szorosabbra fűzésének jegyében 1797. május 18-án a herceg másodszor is megnősült, Sarolta Auguszta brit és hannoveri királyi hercegnőt vezette oltár elé.

## Uralkodása

### Hercegként és választófejedelemként
1797. december 23-án elhunyt II. Frigyes Jenő uralkodó herceg, örökébe legidősebb fia lépett III. Frigyes néven. Uralkodását a felvilágosult abszolutizmus szellemében kezdte meg, csökkentette a Württembergi Hercegség részállamainak hatalmát, határozottan vezetve az országot. A ludwigsburgi palotát használta fő lakhelyként, az épület számos helyiségét rendezte be empire stílusban.
1800-ban a francia hadsereg megszállta Württemberget; az uralkodópár Bécsbe menekült a francia csapatok elől. A herceg titkos tárgyalásokat kezdett a francia kormánnyal és szövetségre lépett vele. A Német-római Birodalom területi felosztásában szükségessé vált az újraszervezés a Rajna mentén egyre növekvő méretű francia megszállások miatt, így 1803. február 25-én a mindenkori württembergi uralkodót választófejedelemmé emelték, Württemberg ezáltal egyike lett a császárválasztó államoknak. Szintén ebben az évben módosították az uralkodók jogköreit, lehetővé téve Frigyes választófejedelem számára az addigi szabad városok feletti felügyeletet, az egyház által uralt birtokok államosítását és az egykori külön államok, például Württemberg–Stuttgart teljes mértékű beolvasztását a választófejedelemségbe. Az uralkodó belügyminiszterével, Philipp Christian von Normann normann–ehrenfelsi gróffal (1756–1817) „Neuwürttemberg” néven új, központosítot államot hozott létre, melynek irányítását és kormányzatát Ellwangen városába tette át.
1805 novemberében I. Napóleon francia császár Ludwigsburgba érkezett tárgyalni Frigyes választófejedelemmel. A két uralkodó véleménye több ponton is eltért, csak több hónapnyi egyeztetés után sikerült megállapodásra jutniuk. Ennek értelmében Württemberg katonai támogatást nyújt Franciaországnak, ha a császárság elismeri királyként Frigyes választófejedelmet. A megegyezést 1805. december 26-án hozták hivatalosan is nyilvánosságra.

### Királyként

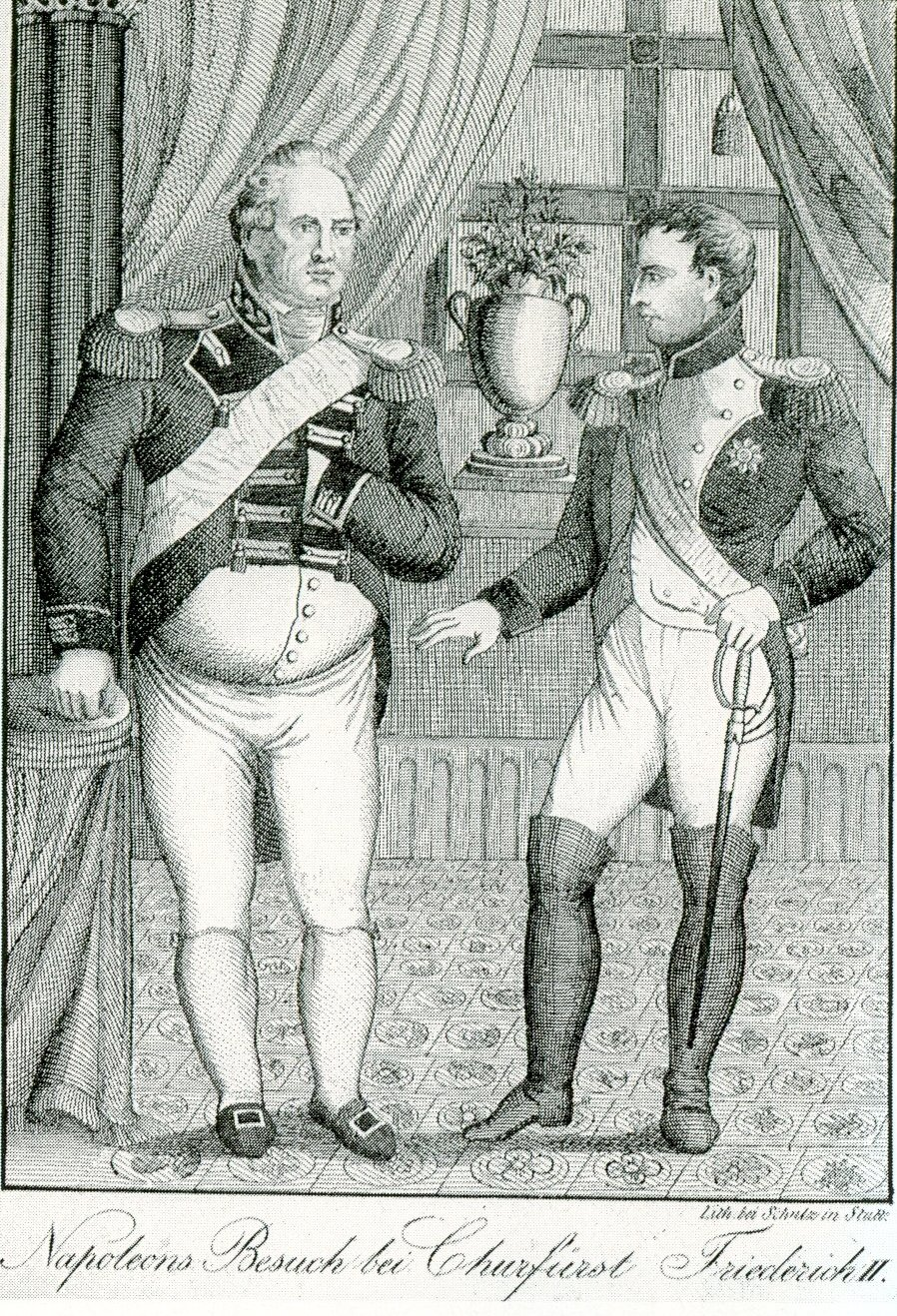
Frigyes király tárgyalása Napóleon császárral (1824 körül készült litográfia)

Frigyest és feleségét egyazon napon, 1806. január 1-jén Stuttgartban koronázták Württemberg királyává és királynéjává. Az új württembergi állam a korábbi, 1803-ban bevezetett birodalmi szintű módosítások következményeként jóval nagyobb területű volt, mint a valamikori Württembergi Hercegség. Württemberg eredeti, protestáns magja köré katolikus területek is csatlakoztak, így mind a katolikus, mind a protestáns vallás ágazatai elfogadottak és szabadon gyakorolhatóakká váltak. A régi württembergi törvényeket és alkotmányt kiegészítették, megreformálták. Az új államra az abszolutizmus lett jellemző. A korábban a legfőbb hatalmat gyakorló Titkos Tanács jogköreit részben teljesen megszüntették, részben különböző egységekre bontották, és ezeket a kabinetminiszterek alá rendelték. A reformok vetették meg az alapjait a mai modern Württembergnek. Hogy minél nagyobb függetlenséget biztosítson országa számára, 1806. július 12-én követően Frigyes király kihirdette Württemberg elszakadását a Német-római Császárságtól, valamint az állam csatlakozását Napóleon Rajnai Szövetségéhez. A francia–württembergi kapcsolatok megerősítéseként Frigyes király egyetlen leánya, az Auguszta Karolina hercegnőtől született Katalin királyi hercegnő nőül ment Jérôme Bonaparte vesztfáliai királyhoz.
A Napóleonnal való szövetség eredményeként körülbelül tízezer württembergi katona csatlakozott a francia császár Oroszország ellen vonuló hadaihoz 1812-ben. A hadjáratból pár száz katona tért csak vissza, a többiek mind meghaltak vagy a csaták során, vagy a kemény orosz tél közepette zajló visszavonulásban. A lipcsei csata után a király a szász és a bajor uralkodóval együtt a Rajnai Szövetségből történő kilépés mellett határozott. Csatlakoztak a szövetséges erőkhöz, ahol elfogadásukat Frigyes király sógora, György brit régensherceg és unokaöccse, I. Sándor orosz cár segítették. Napóleon bukása után az uralkodó miniszterei kíséretében részt vett a bécsi kongresszuson. Leányát, Katalint megpróbálta rávenni, hogy váljon el Jérôme Bonapartétól, de Katalin királyné hűséges maradt hitveséhez. A bécsi kongresszuson Európa államai elismerték Frigyes királyságát és Württemberg új államformáját, ellenben többen szót emeltek a Württemberg által megszállt kisebb német államok szabadságáért. A Frigyes király által durván elnyomott és Württemberg uralma alá hajtott kis területű országok uralkodói kártérítésben és a szövetséges erők szimpatizálásában reménykedtek. Ausztria viszont sokkal nagyobbra tartotta a Württemberghez hasonló közepes nagyságú német államok barátságát, így az osztrákok döntő szavára Württemberg királysága megtarthatta a korábban megszállt és az országhoz csatolt területeket. 1815-ben a király csatlakozott a német fejedelemségek alkotta Német Szövetséghez.

## Házasságai és gyermekei
Frigyes 1780. október 15-én feleségül vette Auguszta Karolina braunschweig–wolfenbütteli hercegnőt, akitől négy utódja született:
- Vilmos trónörökös (1781–1864), utóbb Württemberg királya
- Katalin Friderika királyi hercegnő (1783–1835), házassága révén Vesztfália királynéja
- Auguszta Zsófia királyi hercegnő (1783–1784), kisgyermekként elhalálozott
- Pál Frigyes királyi herceg (1785–1852), nőül vette Sarolta szász–hildburghauseni hercegnőt.

Auguszta Karolina hercegnő váratlan, korán bekövetkezett halála után Frigyes újból megnősült, 1797. május 18-án Sarolta Auguszta brit és hannoveri királyi hercegnővel lépett házasságra. Sarolta Auguszta hercegnő nem folyt bele férje politikájába, mostohagyermekei nevelését ellenben magára vállalta. A házaspárnak 1798. április 27-én egy leánygyermeke jött világra, aki koraszülöttségénél fogva még aznap meghalt.
Frigyes württembergi király 1816. október 30-án hunyt el Stuttgartban, rövid betegeskedés után. A ludwigsburgi kastély kápolnájában temették el, akárcsak később második feleségét is. A trónon legidősebb fia, Vilmos követte I. Vilmos király néven.

## Fordítás
- Ez a szócikk részben vagy egészben a Frederick of Württemberg című angol Wikipédia-szócikk ezen változatának fordításán alapul.  Az eredeti cikk szerkesztőit annak laptörténete sorolja fel. Ez a jelzés csupán a megfogalmazás eredetét és a szerzői jogokat jelzi, nem szolgál a cikkben szereplő információk forrásmegjelöléseként.
- Ez a szócikk részben vagy egészben a Friedrich I. (Württemberg, König) című német Wikipédia-szócikk ezen változatának fordításán alapul.  Az eredeti cikk szerkesztőit annak laptörténete sorolja fel. Ez a jelzés csupán a megfogalmazás eredetét és a szerzői jogokat jelzi, nem szolgál a cikkben szereplő információk forrásmegjelöléseként.